# Paravalanche
Pour un article plus général, voir protection paravalanche.
Ne doit pas être confondu avec Galerie pare-neige.

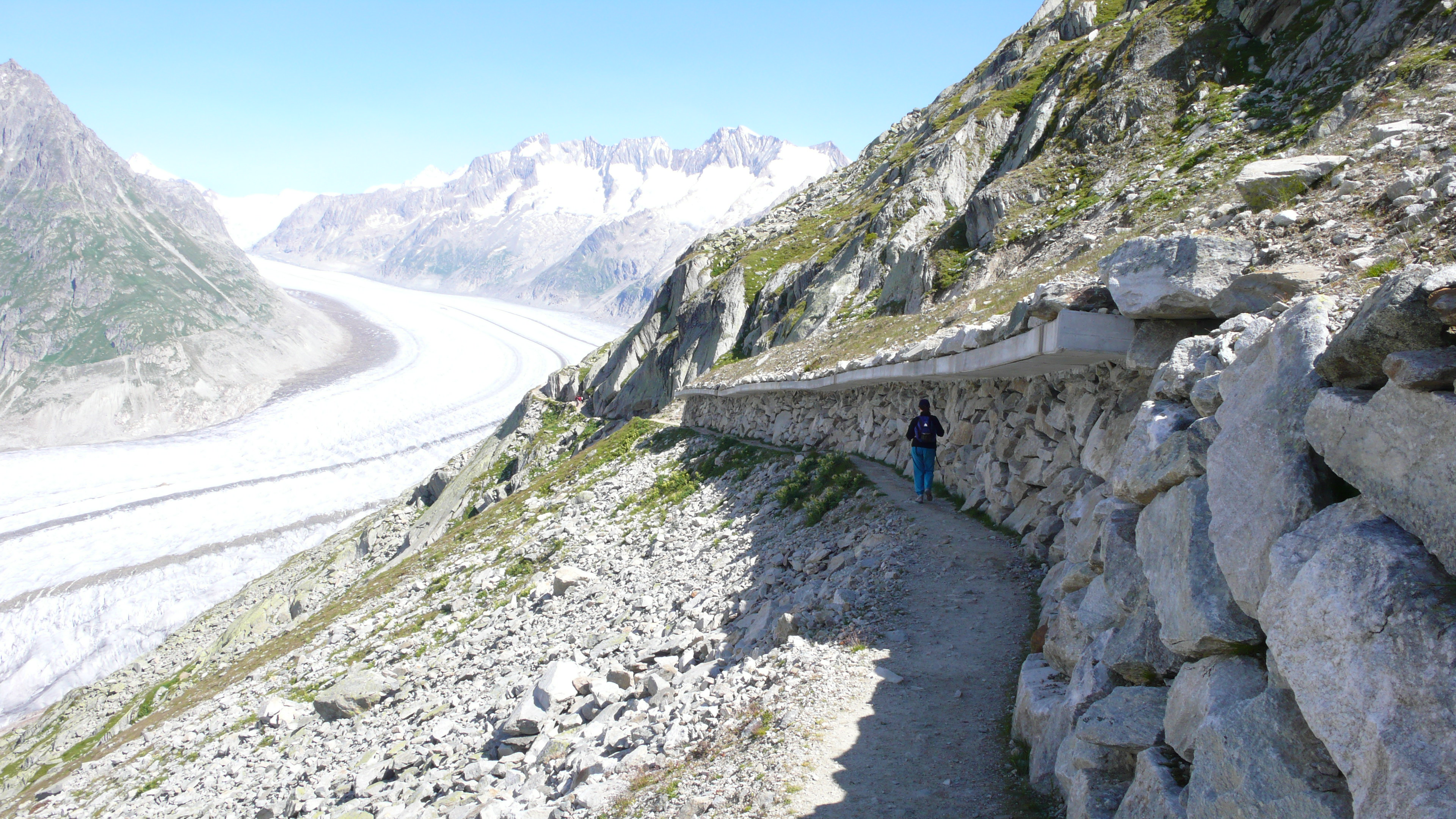
Paravalanche et protection contre les chutes de pierres sur un chemin de montagne (glacier d'Aletsch, Suisse).

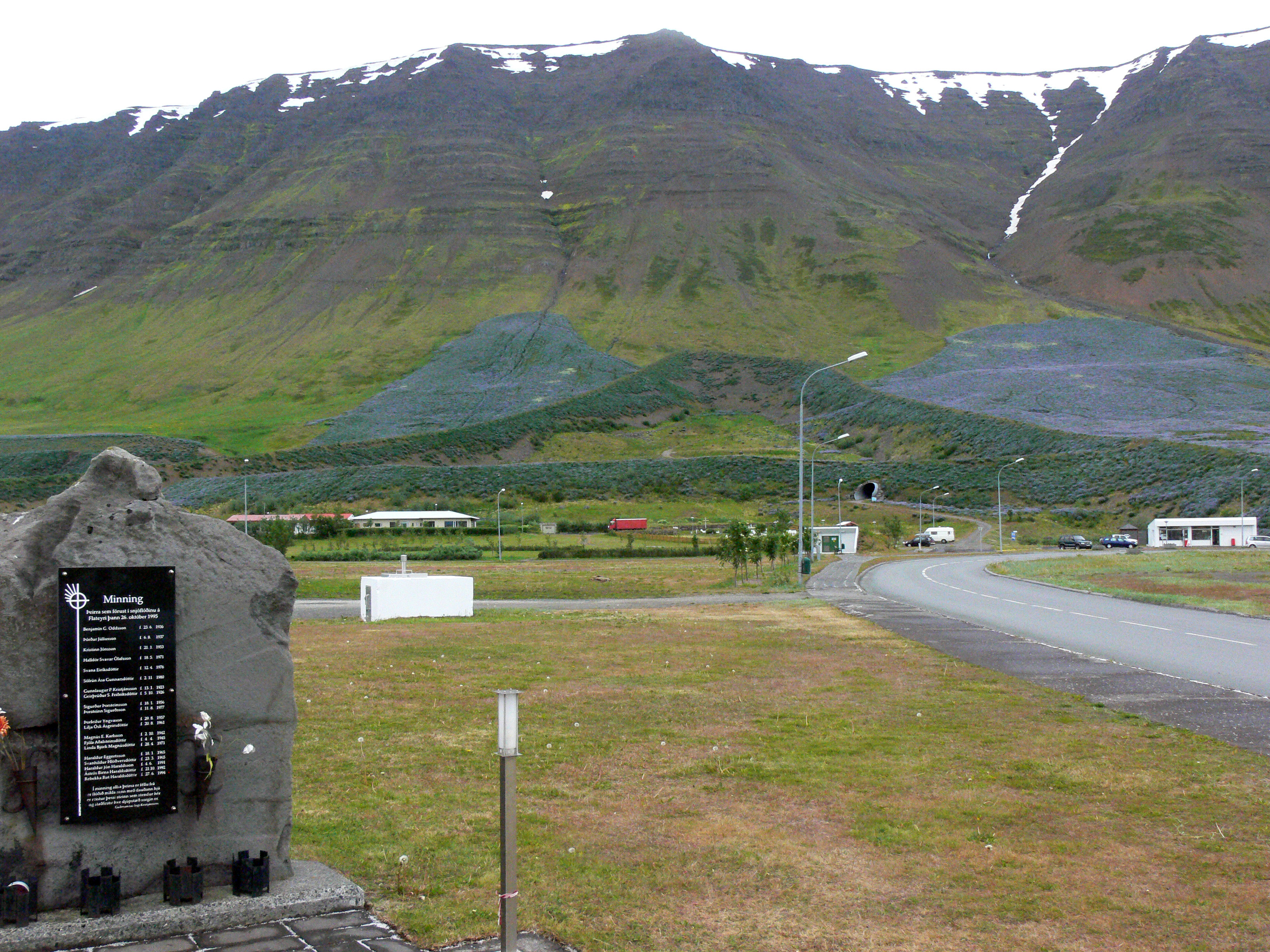
Digues déflectrices protégeant la ville de Flateyri des avalanches descendant de l'Eyrarfjall en Islande.

Un paravalanche est un ouvrage de protection paravalanche placé dans un couloir d'avalanches afin d'empêcher l'avalanche de produire des dommages humains et/ou matériels en aval.

## Description
Ce sont surtout des murs de pierre, mais parfois de métal, placés dans le long des corridors habituels d'avalanche. Ils guident la neige qui dévale la pente vers une direction qui évite les habitations ou autres structures comme un canal le fait pour un cours d'eau.
Il en existe deux types : les paravalanches déflecteurs et les barrages de retenue. Les premiers sont utilisés s'il y a suffisamment d'espace entre la zone source et la zone menacée pour pouvoir détourner les avalanches selon un angle raisonnable. Les seconds sont destinés à arrêter complètement les avalanches avant qu'elles n'atteignent la zone à risque et sont généralement utilisés pour des zones étendues le long du pied de la pente où il n'y a pas suffisamment d'espace pour les déflecteurs. L'efficacité du captage des barrages dépend donc d'un emplacement proche de la fin de la zone de sortie des avalanches. La forme et la hauteur des paravalanches, ainsi que l'angle de déviation, peuvent être calculés avec les paramètres de la pente et l'épaisseur de neige  qui s'y accumule.